# Плавание на летних Олимпийских играх 1908 — 200 метров брассом
Соревнования по плаванию на 200 метров брассом среди мужчин на летних Олимпийских играх 1908 прошли с 15 по 18 июля. Приняли участие 27 спортсменов из 10 стран.

## Призёры
| Золото                         | Серебро                        | Бронза               |
| Фредерик Холман Великобритания | Уильям Робинсон Великобритания | Понтус Хансон Швеция |

## Соревнование

### Первый раунд
| Место | Спортсмен             | Результат  |
| ----- | --------------------- | ---------- |
| 1     | Фредерик Холман (GBR) | 3:10,6 OR  |
| 2     | Рихарл Рёслер (GER)   | 3:18,0     |
| 3     | Макс Гумпель (SWE)    | Неизвестен |

| Место | Спортсмен               | Результат  |
| ----- | ----------------------- | ---------- |
| 1     | Вильхельм Перссон (SWE) | 3:17,6     |
| 2     | Андраш Бароньи (HUN)    | 3:18,0     |
| 3     | Август Гёсслинг (USA)   | Неизвестен |
| 4-5   | Фрэнк Нэйлор (GBR)      | Неизвестен |
| 4-5   | Герман Седерберг (FIN)  | Неизвестен |

| Место | Спортсмен            | Результат  |
| ----- | -------------------- | ---------- |
| 1     | Эрих Цайдель (GER)   | 3:17,2     |
| 2     | Ялмар Юханссон (SWE) | 3:21,2     |
| 3     | Артур Дэйвис (GBR)   | Неизвестен |
| 4     | Пьер Стровен (BEL)   | Неизвестен |

| Место | Спортсмен               | Результат  |
| ----- | ----------------------- | ---------- |
| 1     | Эдён Тольди (HUN)       | 3:14,4     |
| 2     | Понтус Хансон (SWE)     | 3:15,0     |
| 3     | Сидни Гудэй (GBR)       | Неизвестен |
| 4     | Амилькаре Беретта (ITA) | Неизвестен |

| Место | Спортсмен              | Результат  |
| ----- | ---------------------- | ---------- |
| 1     | Уильям Робинсон (GBR)  | 3:13,0     |
| 2     | Пер Фьестад (SWE)      | 3:31,4     |
| 3     | Йохан Хенрикссен (FIN) | Неизвестен |
| —     | Эдвард Кук (ANZ)       | DNF        |

| Место | Спортсмен               | Результат  |
| ----- | ----------------------- | ---------- |
| 1     | Йожеф Фабиньи (HUN)     | 3:23,4     |
| 2     | Торстен Кумфельдт (SWE) | 3:15,0     |
| 3     | Харальд Клем (DEN)      | Неизвестен |
| —     | Хьюго Йонссон (FIN)     | DNF        |

| Место | Спортсмен             | Результат  |
| ----- | --------------------- | ---------- |
| 1     | Фелисьен Курбе (BEL)  | 3:16,4     |
| 2     | Перси Кортман (GBR)   | 3:18,4     |
| 3     | Адольф Андерсен (SWE) | Неизвестен |

### Полуфинал
| Место | Спортсмен             | Результат  |
| ----- | --------------------- | ---------- |
| 1     | Фредерик Холман (GBR) | 3:10,0 OR  |
| 2     | Эдён Тольди (HUN)     | 3:16,4     |
| 3     | Эрих Цайдель (GER)    | Неизвестен |
| 4     | Йожеф Фабиньи (HUN)   | Неизвестен |

| Место | Спортсмен               | Результат  |
| ----- | ----------------------- | ---------- |
| 1     | Уильям Робинсон (GBR)   | 3:11,8     |
| 2     | Понтус Хансон (SWE)     | 3:13,0     |
| 3     | Вильхельм Перссон (SWE) | Неизвестен |
| 4     | Фелисьен Курбе (BEL)    | Неизвестен |

### Финал

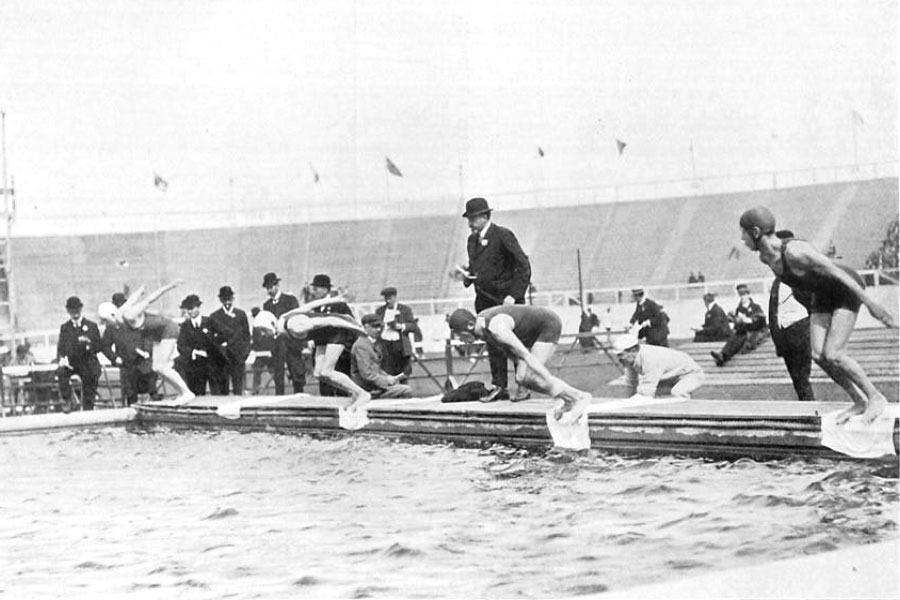
Старт финального заплыва

| Место | Спортсмен             | Результат |
| ----- | --------------------- | --------- |
| 1     | Фредерик Холман (GBR) | 3:09,2 WR |
| 2     | Уильям Робинсон (GBR) | 3:12,8    |
| 3     | Понтус Хансон (SWE)   | 3:14,6    |
| 4     | Эдён Тольди (HUN)     | 3:15,2    |